# Happy Mistakes: Unplugged Tour
Happy Mistakes: Unplugged Tour, es la cuarta gira de conciertos del dúo Heffron Drive, para promocionar el disco Happy Mistakes: Unplugged. La gira se inició oficialmente el 30 de mayo de 2015 en el New Jersey State Fair, en Rutherford, Nueva Jersey (Estados Unidos), siendo aún incierta la fecha de término. La gira incluye ciudades en Estados Unidos así como la vuelta de la banda a México. La gira fue anunciada por Kendall Schmidt a mediados de mayo de 2015, ya teniendo sus primeras fechas confirmadas.

## Listas de canciones

### Heffron Drive Setlist
Aquí la lista de las canciones que se tocarán durante el tour. 

Soundcheck
- Budapest (George Ezra Cover) [2]

Show
- Happy Mistakes
- Parallel
- Division Of The Heart
- Had To Be Uruguay
- Nicotine
- Art Of Moving On
- Passing Time
- Could You Be Home
- Better Get to Movin' (Heffron Drive EP)
- That's What Makes You Mine
- Time Wasting (Heffron Drive EP)
- Everything Has Changed

Canciones adicionales
- Conmigo (ROYL) (con Sofía Reyes) [3]
- Night Like This (con Sofía Reyes) [3]
- Cowgirl Take Me Away (Dixie Chicks Cover) [4]

## Fechas previas del Tour
| Fechas     | Ciudad       | País           | Lugar                      |
| ---------- | ------------ | -------------- | -------------------------- |
| 23 de mayo | Valdosta, GA | Estados Unidos | Wild Adventures Theme Park |

## Fechas del Tour
| Día             | Ciudad                    | País           | Lugar                       |
| --------------- | ------------------------- | -------------- | --------------------------- |
| 30 de mayo      | Rutherford (Nueva Jersey) | Estados Unidos | New Jersey State Fair       |
| 1 de julio      | Nueva York, NY            | Estados Unidos | Webster Hall                |
| 2 de julio      | Wilmington, DE            | Estados Unidos | World Cafe Live             |
| 3 de julio      | Philadelphia, PA          | Estados Unidos | World Cafe Live             |
| 23 de octubre   | Monterrey                 | México         | Café Iguana                 |
| 24 de octubre   | Ciudad de México          | México         | El Plaza Condesa            |
| 25 de octubre   | Guadalajara               | México         | C3 Stage                    |
| 28 de octubre   | Montevideo                | Uruguay        | Montevideo Music Box        |
| 29 de octubre   | Córdoba                   | Argentina      | Espacio Quality             |
| 30 de octubre   | Buenos Aires              | Argentina      | Niceto Club                 |
| 1 de noviembre  | Sao Paulo                 | Brasil         | Teenage Party International |
| 22 de noviembre | Nápoles                   | Italia         | Teen Festival               |
| 24 de noviembre | Lecce                     | Italia         | Teatro Politeama Greco      |
| 25 de noviembre | Bari                      | Italia         | Multisala Showville         |
| 27 de noviembre | Roma                      | Italia         | Teatro Vigano               |
| 28 de noviembre | Torino                    | Italia         | Teatro Atlantic             |
| 29 de noviembre | Milán                     | Italia         | Teen Festival               |
| 2 de diciembre  | Palermo                   | Italia         | Teatro Golden               |
| 3 de diciembre  | Catania                   | Italia         | Teatro Metropolitan         |
| 4 de diciembre  | Verona                    | Italia         | Teatro Alcione              |
| 5 de diciembre  | Torino                    | Italia         | Teatro Atlantic             |

## Home For The Holidays Tour
Para cerrar la gira, Heffron Drive visitó Estados Unidos para hacer una mini gira navideña, a la cual denominó "Home For The Holidays Tour", donde tocaron, aparte de las canciones del Happy Mistakes: Unplugged Tour, la canción "Blame It On The Mistletoe", un sencillo navideño que Kendall Schmidt liberó el año pasado.
| Fechas          | Ciudad          | País           | Lugar    |
| --------------- | --------------- | -------------- | -------- |
| 22 de diciembre | Los Ángeles, CA | Estados Unidos | The Roxy |

## Fechas del Tour canceladas
| Fecha           | Ciudad          | País           | Lugar                 | Motivo                      | Gira                           |
| --------------- | --------------- | -------------- | --------------------- | --------------------------- | ------------------------------ |
| 6 de noviembre  | Santiago        | Chile          | Club Chocolate        | Problemas con la productora | Happy Mistakes: Unplugged Tour |
| 16 de diciembre | Seattle, WA     | Estados Unidos | The Crocodile         | Fechas canceladas           | Home For The Holidays Tour     |
| 18 de diciembre | Bend, OR        | Estados Unidos | The Domino Room       | Fechas canceladas           | Home For The Holidays Tour     |
| 20 de diciembre | Mill Valley, CA | Estados Unidos | Sweetwater Music Hall | Fechas canceladas           | Home For The Holidays Tour     |